# Saint-Germain-sur-Eaulne
Saint-Germain-sur-Eaulne é uma comuna francesa na região administrativa da Normandia, no departamento de Sena Marítimo. Estende-se por uma área de 8,89 km². Em 2010 a comuna tinha 222 habitantes (densidade: 25 hab./km²).